# 瑪格莉特·懷絲·布朗

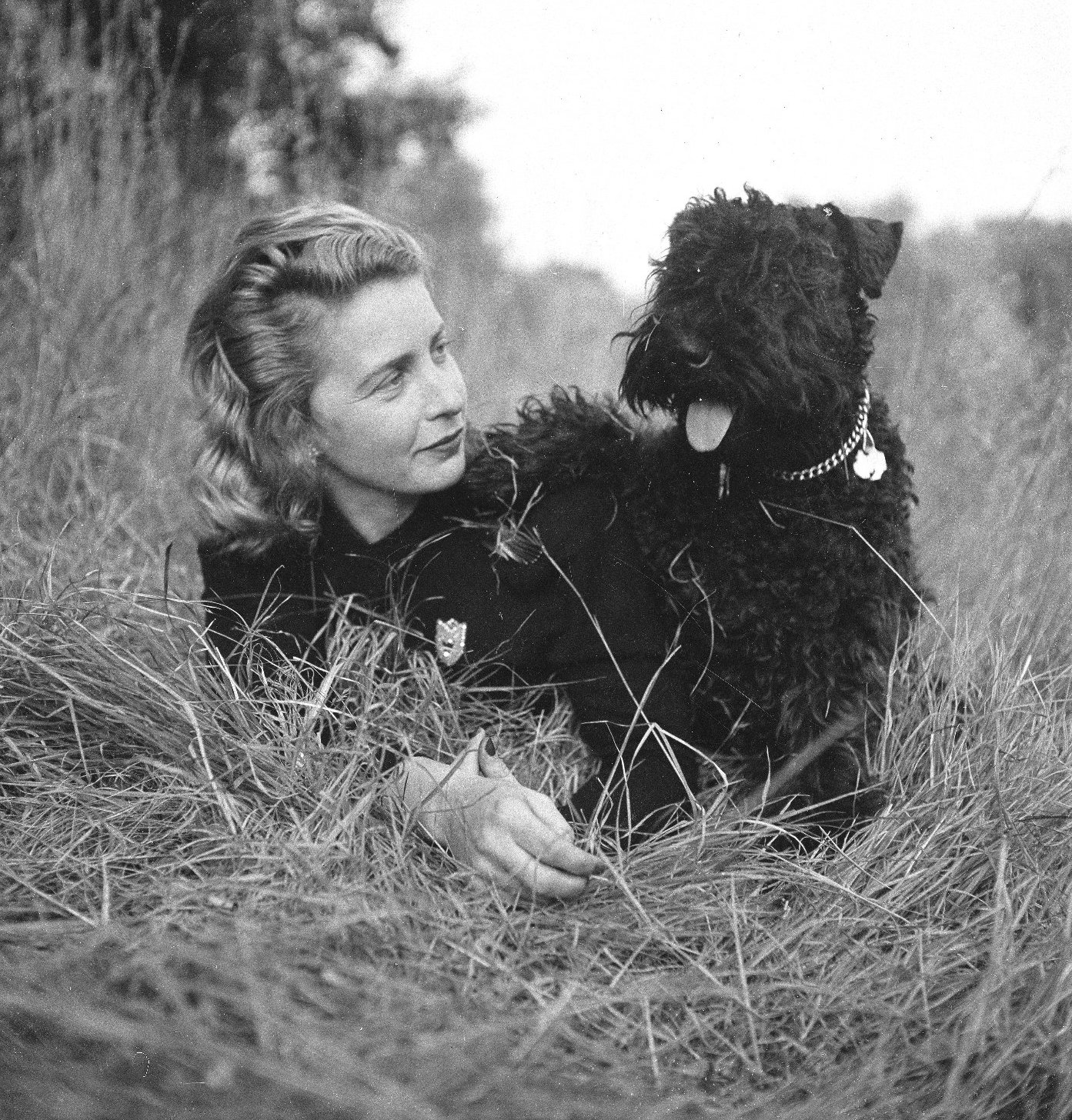

瑪格莉特·懷絲·布朗（Margaret Wise Brown，1910年5月23日－1952年11月13日），美國兒童文學作家、繪本作家。代表作有《晚安，月亮》（Goodnight Moon）和《逃家小兔》（The Runaway Bunny）。

## 生平
瑪格莉特出生在布魯克林，於1923年就讀康乃狄克的寄宿學校。1932年畢業之後做過教師，她的第一本著作是《當風吹起》（When the Wind Blew），1937年由哈柏兄弟出版。
玛格丽特喜欢小动物，很多故事都以动物为主角。她喜欢写富有节奏和韵律的故事，有时，她会在故事或诗里放进一个很难的单词，她认为这会让孩子们读的时候好好想一想。她手头有很多纸稿，方便她及时记下一个故事灵感或诗句。她说，她会梦到那些故事，早上醒来后，她必须赶紧记下来，以防忘记。
她一直努力站在孩子们听故事的角度写作，而不是大人讲故事的角度。她还建议和指导与她合作的插画家们学会从孩子看事物的角度来画画。一次，她送给一个插画家两只小狗，这个插画家要画一本有这种狗的书。插画家一天画了很多草图，然后睡着了。醒来后，他发现他画的那些纸都空了。原来，那两只小狗舔光了这些纸上的画。1952年，法国旅行途中，她死于阑尾炎手术后恢复期。很多朋友一直在怀念她。他们说，她是一个极具创造性的天才。
她的妹妹Roberta Brown Rauch將其遺作出版。

## 主要著作
- 《當風吹起》（When the Wind Blew，1937年）
- 《逃家小兔》（The Runaway Bunny，1942年）
- 《孩子們的睡前書》（1943年）
- 《晚安，月亮》（Goodnight Moon，1947年）